# Thăng Phước
Thăng Phước là một xã thuộc huyện Hiệp Đức, tỉnh Quảng Nam, Việt Nam.
Xã Thăng Phước có diện tích 61,7 km², dân số năm 2019 là 2.584 người, mật độ dân số đạt 42 người/km².